# Ака-Зіярат
Ака-Зіярат (перс. اقازيارت) — село в Ірані, у дегестані Фармагін, у Центральному бахші, шагрестані Фараган остану Марказі. За даними перепису 2006 року, його населення становило 402 особи, що проживали у складі 99 сімей.

## Клімат
Середня річна температура становить 11,29 °C, середня максимальна – 31,00 °C, а середня мінімальна – -12,13 °C. Середня річна кількість опадів – 260 мм.
| Клімат поселення                              | Клімат поселення | Клімат поселення | Клімат поселення | Клімат поселення | Клімат поселення | Клімат поселення | Клімат поселення | Клімат поселення | Клімат поселення | Клімат поселення | Клімат поселення | Клімат поселення | Клімат поселення |
| Показник                                      | Січ.             | Лют.             | Бер.             | Квіт.            | Трав.            | Черв.            | Лип.             | Серп.            | Вер.             | Жовт.            | Лист.            | Груд.            |                  |
| Середній максимум, °C                         | 6,34             | 8,38             | 13,58            | 19,16            | 23,60            | 30,27            | 31,00            | 30,05            | 25,52            | 19,91            | 12,94            | 7,00             |                  |
| Середня температура, °C                       | −2,9             | −0,86            | 4,34             | 9,92             | 14,37            | 21,02            | 24,85            | 23,90            | 19,37            | 13,76            | 6,80             | 0,84             |                  |
| Середній мінімум, °C                          | −12,13           | −10,08           | −4,9             | 0,69             | 5,12             | 11,79            | 18,70            | 17,76            | 13,24            | 7,62             | 0,64             | −5,3             |                  |
| Норма опадів, мм                              | 37               | 34               | 47               | 37               | 33               | 6                | 1                | 1                | 0                | 8                | 22               | 34               |                  |
| Середньомісячна швидкість вітру, м/с          | 1.48             | 1.95             | 2.90             | 2.99             | 2.53             | 2.41             | 2.39             | 2.31             | 2.18             | 2.08             | 1.90             | 1.24             |                  |
| Середньомісячна сонячна радіація, кДж/м²·день | 9019             | 12110            | 14670            | 18126            | 22218            | 26885            | 25940            | 23944            | 20805            | 15320            | 10851            | 8926             |                  |
| --------------------------------------------- | ---------------- | ---------------- | ---------------- | ---------------- | ---------------- | ---------------- | ---------------- | ---------------- | ---------------- | ---------------- | ---------------- | ---------------- | ---------------- |
| Джерело:                                      |                  |                  |                  |                  |                  |                  |                  |                  |                  |                  |                  |                  |                  |